# Georg Ludwig Friedrich Laves
Georg Ludwig Friedrich Laves (Uslar, 17 dicembre 1788 – Hannover, 30 aprile 1864) è stato un architetto, ingegnere e urbanista tedesco.
Con Karl Friedrich Schinkel a Berlino e Leo von Klenze a Monaco di Baviera, Laves è considerato uno dei più noti architetti dello stile neoclassico in Germania.

## Biografia
Nato ad Uslar, in Bassa Sassonia, visse e lavorò principalmente nella città di Hannover, dove divenne architetto di corte dei sovrano locali dal 1852 e rimanendo in tale carica sino alla propria morte ed ottenendo diverse commissioni da parte della famiglia regnante, in particolare su edifici di natura pubblica e sul castello di Herrenhausen che egli contribuì a rimodernare completamente secondo i dettami dello stile neoclassico. Ebbe inoltre una notevole influenza sullo sviluppo urbano della capitale del regno di Hannover dove ancora oggi si conserva la sua casa d'abitazione, la Leveshaus dove è allestito un museo a lui dedicato.
Come ingegnere, brevettò un particolare tipo di ponte "a pancia di pesce", completamente in ferro, che viene genericamente indicato col nome tedesco di Lavesbrücke dal nome del suo inventore appunto.
Tra i suoi lavori più rilevanti si ricordano:
- Completa ricostruzione del Leineschloss tra il 1816 ed il 1844 (pesantemente danneggiato durante la seconda guerra mondiale e ricostruito da Dieter Oesterlen tra il 1957 ed il 1962).
- Teatro dell'Opera di Hannover, costruito tra il 1845 ed il 1852 (pesantemente danneggiato durante la seconda guerra e ricostruito nel 1948).
- Palazzo Wangenheim per il conte Georg von Wangenheim, costruito tra il 1829 ed il 1832.
- Facciata del castello di Herrenhausen di stile neoclassico, c. 1820/21 (distrutto durante la seconda guerra e ricostruito nel 2013).
- La Palmenhaus di Berggarten, costruita tra il 1846 ed il 1849 (distrutta durante la seconda guerra mondiale)
- Il mausoleo di re Ernesto Augusto di Hannover nel giardino del castello di Herrenhausen
- La Colonna di Waterloo di Hannover e la relativa piazza, costruiti tra il 1826 ed il 1832
- Alcune strutture nel parco del castello di Derneburg, per il conte Ernst zu Münster
- Mausoleo piramidale per la famiglia Klencke a Hämelschenburg, vicino Hameln

## Galleria d'immagini

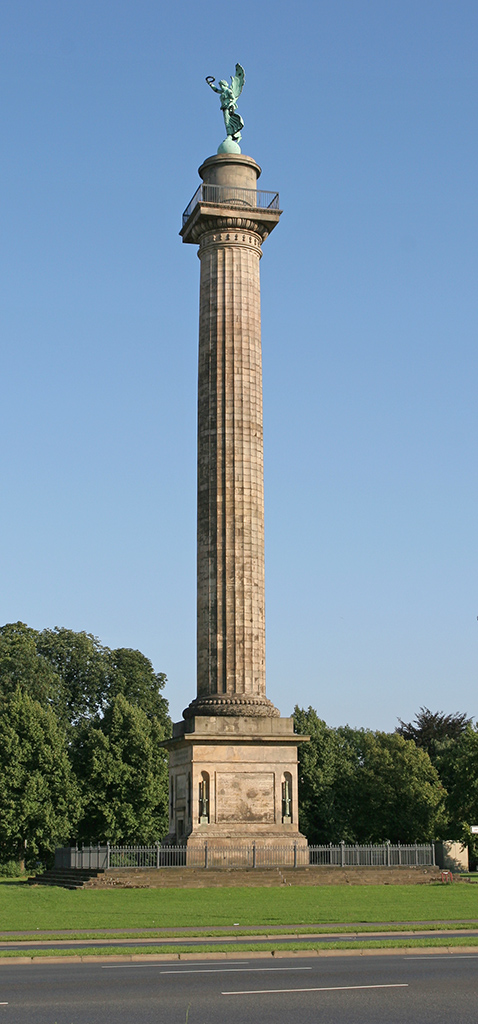
La Colonna di Waterloo e la relativa piazza ad Hannover
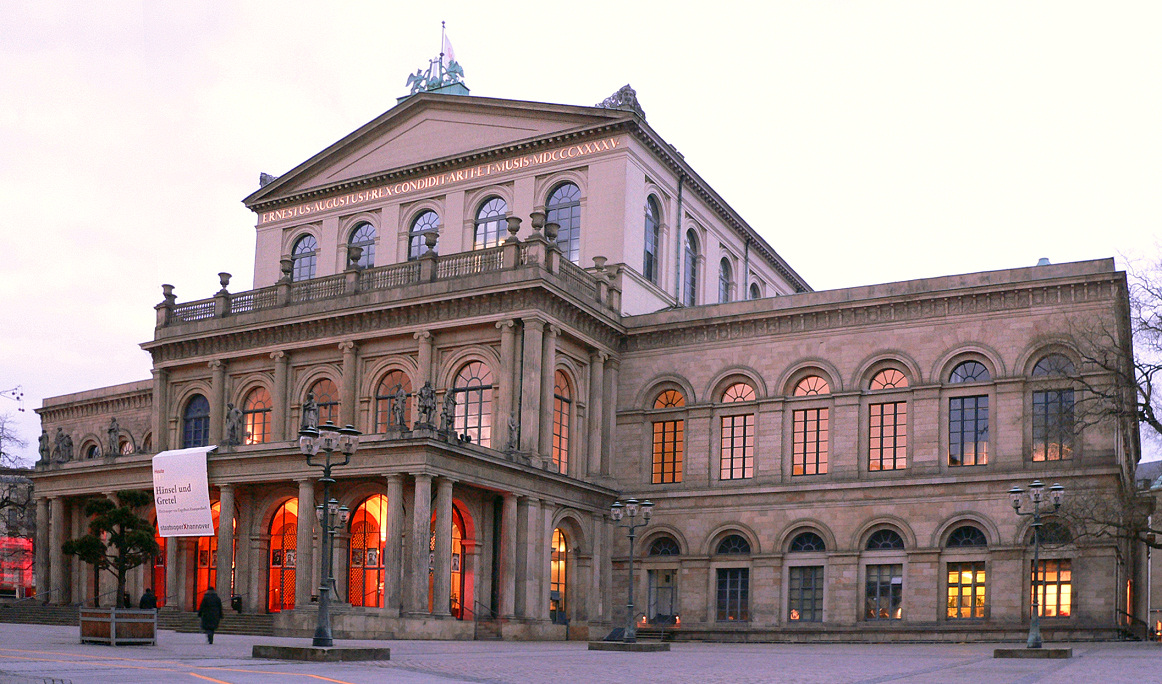
Teatro dell'Opera di Hannover
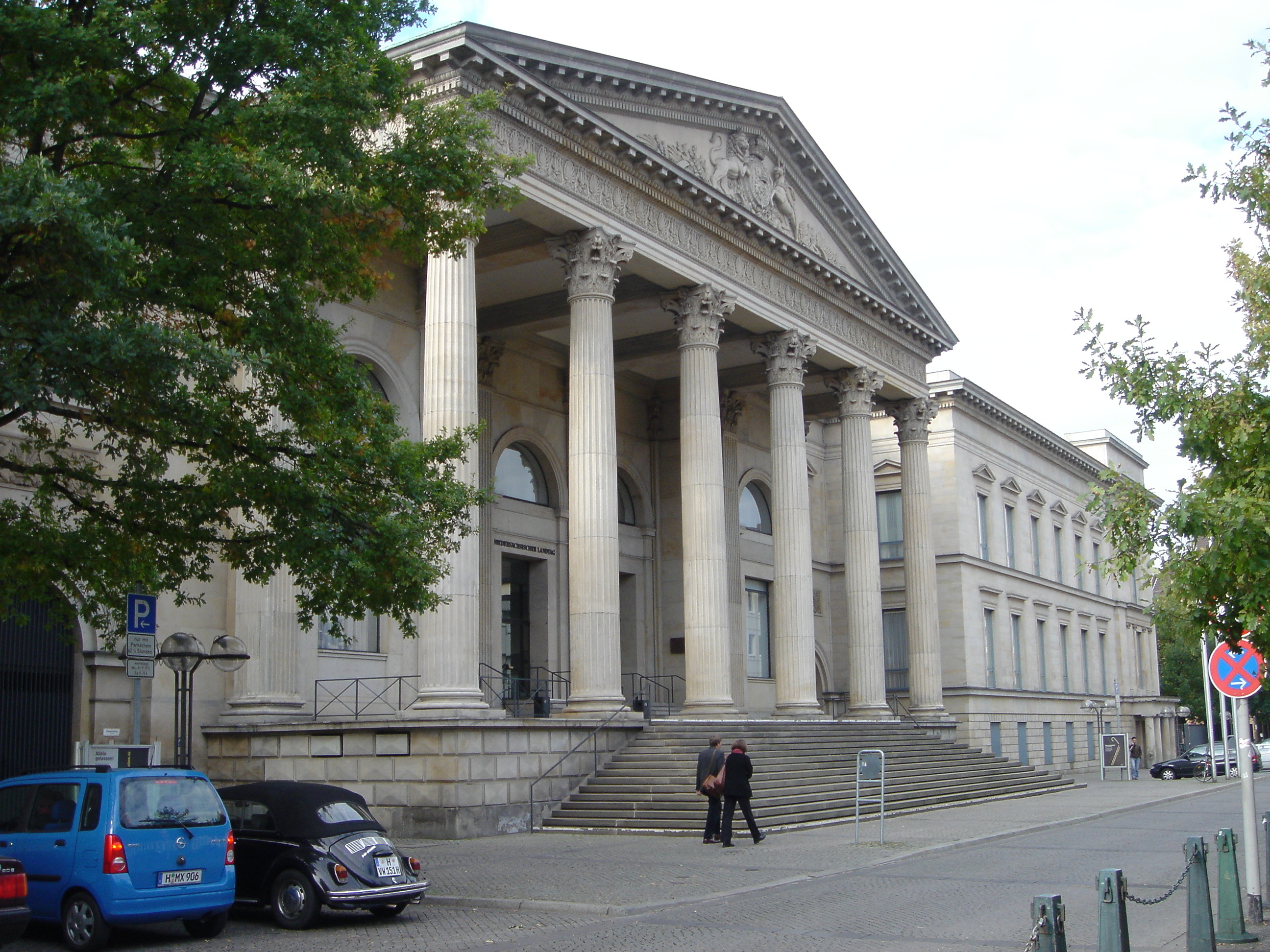
Leineschloss, Hannover
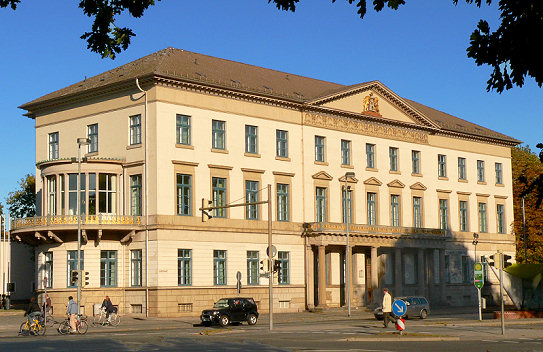
Palazzo Wangenheim, Hannover
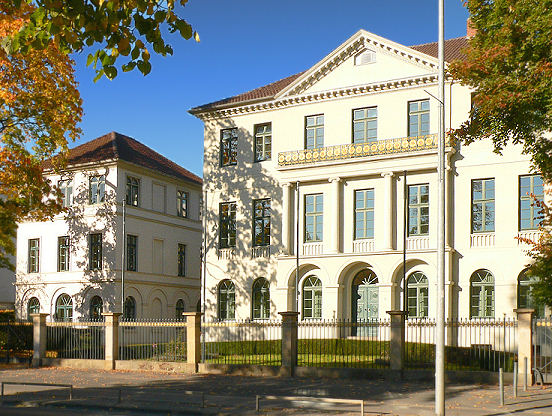
Laveshaus, Hannover
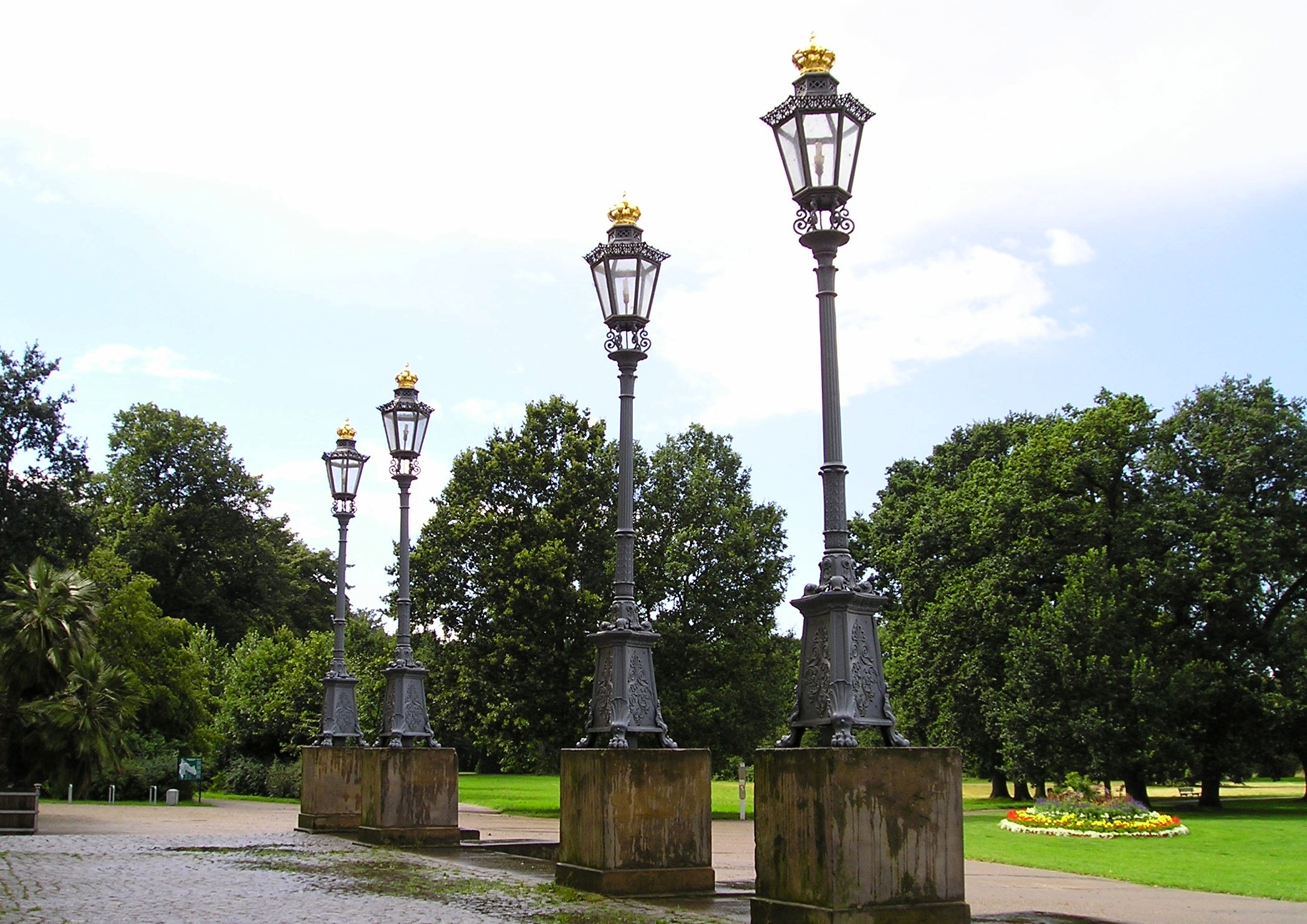
Lanterne di fronte al Wilhelm-Busch-Museum del Georgengarten, Hannover
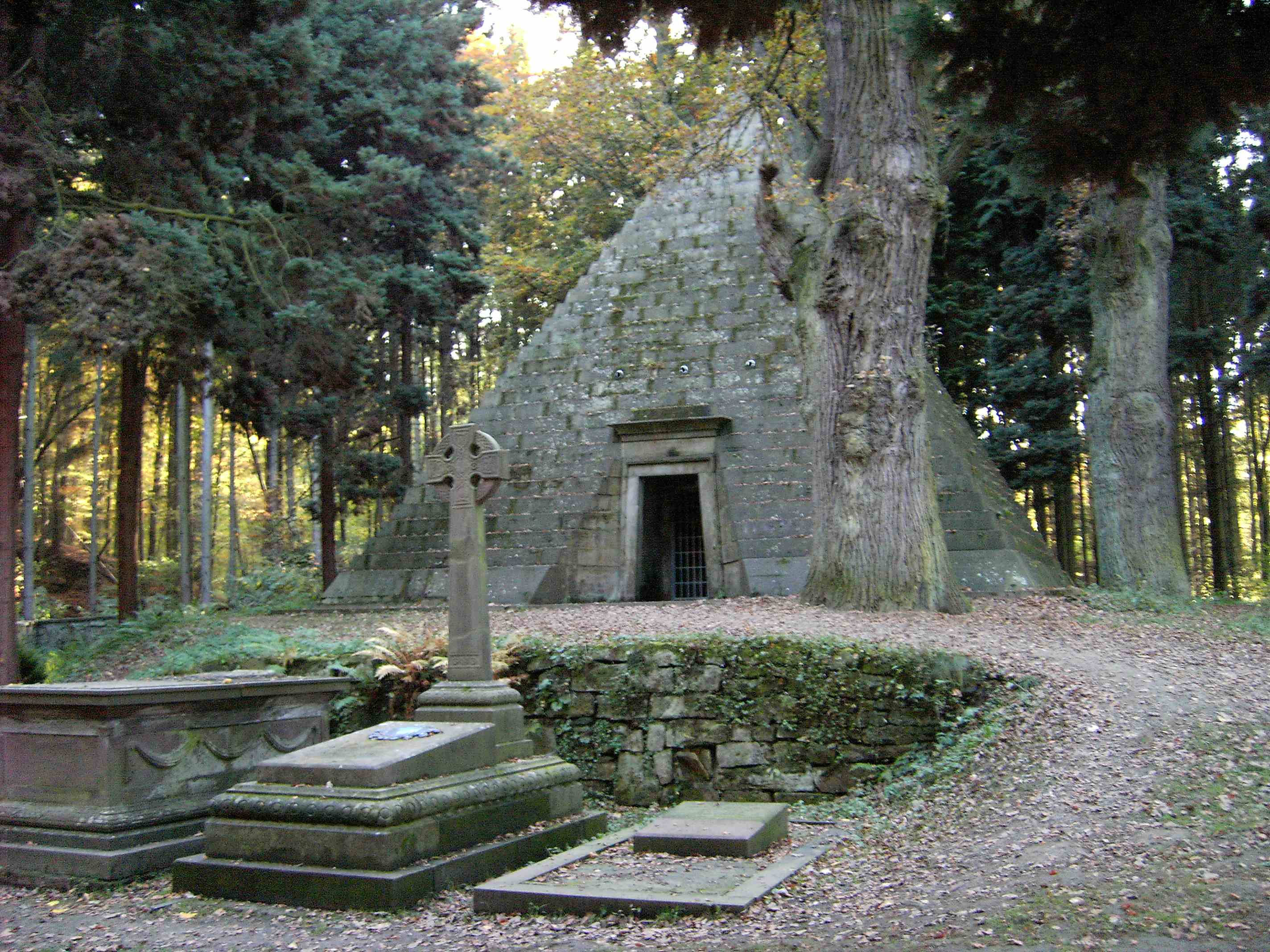
Il mausoleo al castello di Derneburg
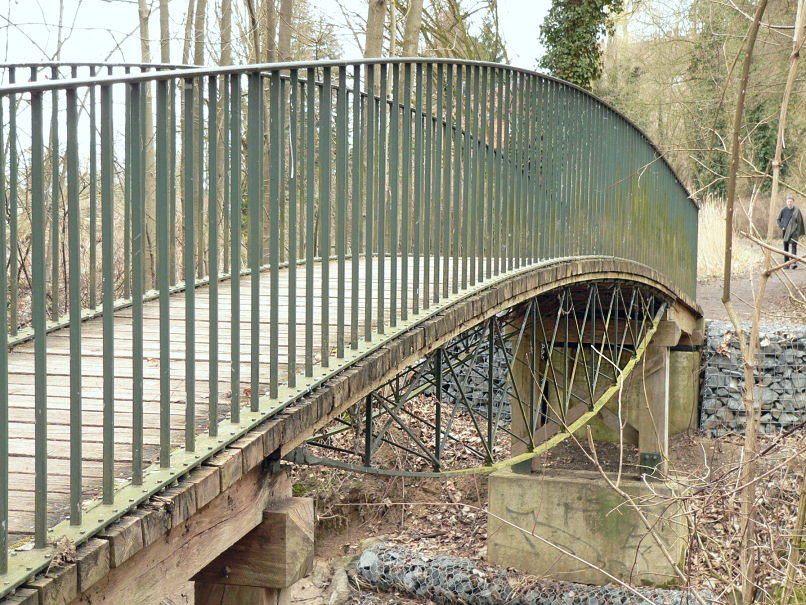
Il Lavesbrücke del castello di Derneburg (ricostruito)